# Albertville (Minnesota)
Albertville é uma cidade localizada no estado americano de Minnesota, no Condado de Wright.

## Demografia
Segundo o censo americano de 2000, a sua população era de 3621 habitantes.
Em 2006, foi estimada uma população de 6001, um aumento de 2380 (65.7%).

## Geografia
De acordo com o United States Census Bureau tem uma área de
12,1 km², dos quais 11,3 km² cobertos por terra e 0,8 km² cobertos por água.

## Localidades na vizinhança
O diagrama seguinte representa as localidades num raio de 12 km ao redor de Albertville.